# Тухоліт
Тухоліт (рос. тухолит; англ. thucholite; нім. Tuccholit m) — мінерал, вуглецева сполука, яка містить U, Th, С, О, Н, Ti, TR та ін. Назва — від лат. thorium — торій, uranium — уран, carboneum — вуглець, hydrogenium — водень, oxygenium — оксиґен. (H.V.Ellsworth, 1928).

## Опис
Зустрічається у вигляді суцільних мас землистої та асфальтоподібної консистенції, утворює неправильні гроноподібні виділення, кубічні псевдоморфози по уранініту, а також прожилки у вигляді пористої зернистої речовини. Густина 1,5-2,0. Тв. 3,5-4,0. Колір смоляно-чорний. Блиск смолистий. Риса бурувато-чорна. Злом раковистий. Дуже крихкий. Непрозорий. Горючий (зольність досягає 30 %). Відомий у пегматитах з уранінітом, ортитом, циртолітом, турмаліном, біотитом, а також у ряді р-нів золотих розсипів. Можливо, суміш мінералів, в першу чергу вуглеводневих сполук з уранінітом. Знайдений у пров. Онтаріо (Канада).

## Різновиди
Розрізняють:
- тухолітонтаріо (різновид бітуму, що містить до 50 % UО6),
- тухоліт титановий (різновид тухоліту, що містить до 4,5 % ТіО2).